# Un corpo da reato
Un corpo da reato (One Night at McCool's) è un film del 2001 diretto da Harald Zwart.

## Trama
Tre uomini raccontano il loro incontro con la donna che ha sconvolto le loro vite. Randy, l'uomo che ha vissuto con lei, ne parla con un killer di provincia a cui chiede di ucciderla mentre sta giocando al Bingo. Suo cugino, l'avvocato Carl, raccontaad un psicanalista di come ha sfogato con lei le proprie pulsioni, il quale passa dall'indifferenza alla finta partecipazione. Il detective Dehling si trova invece a indagare su di lei e a trovarsene perdutamente innamorato, sentendosi in dovere di confessare tutto a un sacerdote amico e curioso. Lei è Jewel, una femme fatale di provincia con aspirazioni da casalinga frustrata.

## Produzione
Il film fu prodotto dall'October Films e dalla Further Films (con il nome a Further Films production).

## Distribuzione
Venne presentato in prima nel Regno Unito il 19 aprile 2001, per uscire in sala il 20 aprile.